# Anuschirvan und das vorsichtige Mädchen
Anuschirvan und das vorsichtige Mädchen, auch König Anuschirvan und die junge Bäuerin ist ein orientalisches Märchen aus Geschichten aus Tausendundeiner Nacht. Es wird in der Arabian Nights Encyclopedia als ANE 121 gelistet (→ Tausendundeine Nacht – Liste der Geschichten).
Die Kurzgeschichte erzählt von einer Begegnung des persischen Großkönig Chosrau I. (reg.  531–579), auch genannt Anuschirvan.

## Handlung
Der persische König Anuschirvan ritt zur Jagd aus, wobei er seine Soldaten hinter sich ließ. Schließlich kam er zu einer Hütte, wo er um Wasser bat. Ein Mädchen presste aus einem einzelnen Zuckerrohr einen Becher Zuckerwasser aus und reicht ihn ihm. Verwundert, dass das Mädchen aus nur einem Zuckerrohr den Becher füllen konnte, ließ Anuschirvan sich die Steuerregister des Dorfes bringen. Er überprüfte, wo die Hütte stand und fand heraus, dass das Dorf viel zu geringe Steuern zahlte. Daraufhin erhöhte er die Steuern. Als er einige Zeit später wieder in das Dorf kam, besuchte er das Mädchen und ließ sich wieder zu trinken bringen. Doch diesmal braucht sie lange und sagte, dass sie bereits drei Zuckerrohre gepresst habe und es noch immer nicht für einen vollen Becher reichte. Als Anuschirvan nach dem Grund fragte, erklärte das Mädchen, dass es daran liege, dass der Sultan seinen Wohlwollen von dem Ort abgewandt habe und damit auch Glück und Segen verschwanden. Anuschirvan lachte und ließ die Steuer des Ortes wieder senken. Er heiratete das Mädchen, von dessen Geist und Beredsamkeit er hingerissen war.

## Hintergrund
Die Geschichte findet sich nicht in der als ältesten, erhaltenen Tausendundeine Nacht-Handschrift – der Galland-Handschrift aus der Mitte des 15. Jahrhunderts, jedoch in den ägyptischen Manuskripten und den frühen arabisch Druckausgaben aus dem 19. Jahrhundert. Gustav Weil nahm für seine deutschsprachige Übersetzung die Bulaq-Ausgabe und die Breslauer Ausgabe, die Kalkutta-II-Ausgabe nutzten etwa Richard Francis Burton und Enno Littmann.
Die Erzählung findet sich außerhalb von Tausendundeine Nacht im Werk  Der Fürstenspiegel (al-Tibr al-masbûk), das Abū Hāmid Muhammad al-Ghazālī (gest. 1111) zugeschrieben wird.

## Ausgaben
- Gustav Weil: Tausend und eine Nacht – Arabische Erzählungen, Karl Müller Verlag, Erlangen 1984 (Erstausgabe 1839), Band 4.
- Enno Littmann: Die Erzählungen aus den tausendundein Nächten, Insel Verlag, Frankfurt 1968, Band 3.